# Радіаційна аварія в Мехіко (1962)

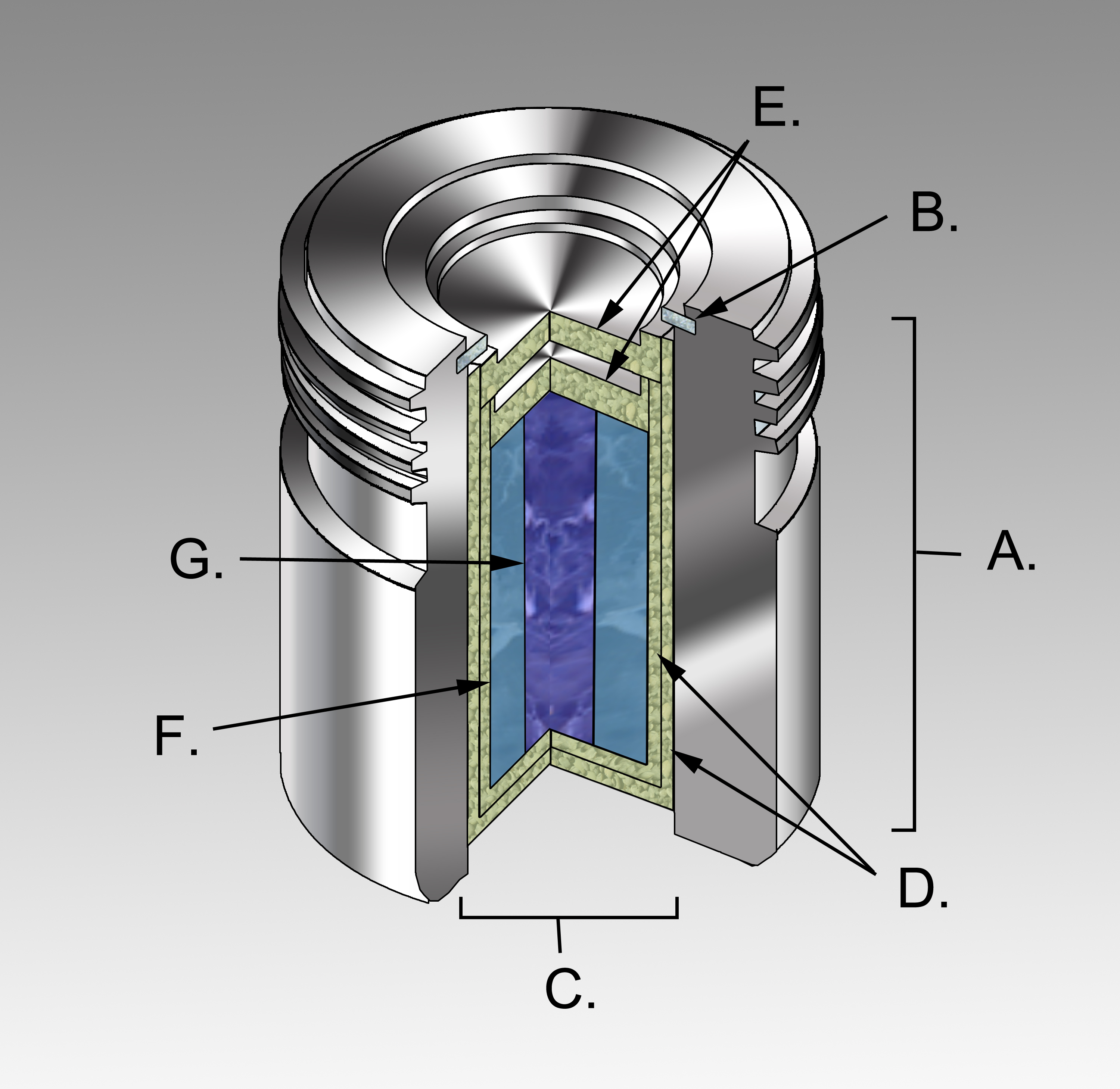
Типова капсула кобальту-60, що містить:
(A) Міжнародний стандартний тримач джерела (зазвичай свинцевий), (B) стопорне кільце та (C) телетерапевтичне «джерело», що складається з (D) двох вкладених один в одного каністр із нержавіючої сталі, приварених до двох (E) кришок з нержавіючої сталі, що оточують (F) внутрішній екран (зазвичай із металевого урану або вольфрамового сплаву), який захищає (G) циліндр з радіоактивним джерелом.

У період з березня по липень 1962 року в Мехіко стався радіаційний інцидент, коли десятирічний хлопчик приніс додому промислове джерело радіографії, яке не було захищено належним чином. П'ять осіб отримали значні передозування радіацією від капсули 5- Ci cobalt-60, четверо з яких померли.
Повідомлення відрізняються щодо походження джерела: його або знайшли на смітнику, знайшли в полі, або воно вже було у дворі будинку, коли постраждала сім'я переїхала туди, і «було залишено сім'ї на зберігання та спостерігання, але ніхто з членів сім'ї не знав, що саме являє собою контейнер».
Вважається, що хлопець знайшов джерело через деякий час після переїзду в будинок 21 березня. Він кілька днів тримав його в кишені штанів. 1 квітня його мати поклала його в кухонну шафу вдома, де воно залишалося до 22 липня. Хлопець помер 29 квітня. Згодом його мати — на шостому місяці вагітності — померла 19 липня; його дворічна сестра померла 18 серпня; а його бабуся по батьковій лінії, яка проживала з сім'єю з 17 квітня, померла 15 жовтня того ж року. Значну дозу опромінення отримав і батько хлопчика; однак він вижив, мабуть, тому, що працював поза домом і вплив на нього був меншим.